# Lutterothstraße
Lutterothstraße è una stazione della metropolitana di Amburgo, sulla linea U2.